# Idioctis ferrophila
Idioctis ferrophila är en spindelart som beskrevs av Churchill och Raven 1992. Idioctis ferrophila ingår i släktet Idioctis och familjen Barychelidae.
Artens utbredningsområde är Nya Kaledonien. Inga underarter finns listade i Catalogue of Life.